# Pawieł Szmakow
Pawieł Wasiljewicz Szmakow (ur. 16 grudnia?/28 grudnia w Snowiciu, zm. 17 stycznia 1982 w Leningradzie) – rosyjski radioelektryk i elektronik.
W 1912 roku ukończył studia na Wydziale Fizyki i Matematyki Uniwersytetu Moskiewskiego. W 1924 udało mu się nawiązać łączność radiotelefoniczną z jadącym pociągiem. Jest autorem prac poświęconych symilografii i telewizji. Jest współautorem podręcznika Telewizja (wydanego w 1973 roku), za który otrzymał Nagrodę Państwową ZSRR.